# 데탕트

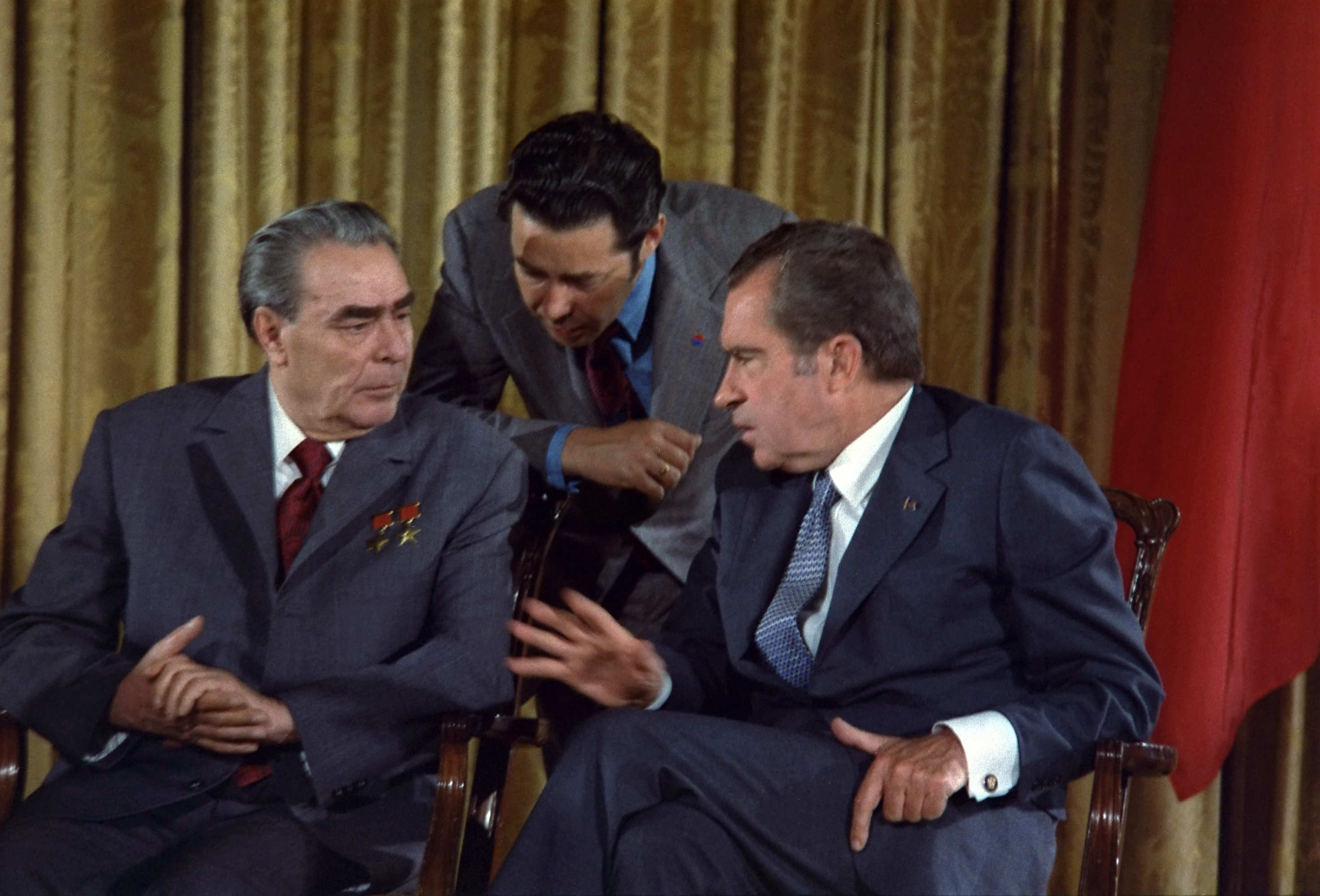
회담 중인 소련의 레오니트 브레즈네프 소련 공산당 서기장(왼쪽)과 미국의 리처드 닉슨 대통령(오른쪽)

데탕트(Détente, 프랑스어 발음: [detɑ̃t])는 프랑스어로 ‘긴장 완화’를 뜻하는 낱말로, 1960년대 말부터 1970년대 이후 냉전 양극 체제가 다극 체제로 전환되면서 미소 간의 긴장이 완화되던 현상이다.

## 배경
1940년대 후반부터 표면화되어, 전 세계적으로 확대된 미소의 대립 상황은 1958년의 베를린 위기와 1962년의 쿠바 미사일 위기로 정점에 도달하여 핵전쟁 직전까지 갔다. 그리하여 미국과 소련은 핵전쟁 방지에 공통의 이익을 발견하게 되고, 유럽의 상호 세력권을 존중하게 되었다. 동시에 상호 진영 내부에서도 프랑스와 서독의 독자적인 외교, 중소 대립의 표면화로 상징되는 같은 다극화의 움직임이 나타나 냉전 초기의 대립과는 다른 상황을 초래해 왔다. 또한 미국과 소련의 군사력이 거의 대등하게 된 것도 데탕트가 오게 된 원인이 되었다.
데탕트의 추진에는 미소 양국의 내부의 국내 사정과 외부의 정치적 사정이 크게 관계하고 있었다. 소련 주도로 데탕트를 추진하게 된 배경에는 소련을 비롯한 동구 국가의 농업 정책의 실패, 비효율적인 식량 유통(연간 3,000만톤의 밀이 유통 과정에서 손실)에 의해, 식량 자급이 불가능하게 되었고, 미국과 좋은 관계를 유지할 필요에 직면했다.
1962년 캐나다의 곡물을 긴급 수입한 것을 시작으로, 소련은 미국의 곡물 메이저에게서 곡물 매입을 했고, 1972년 이후 소련에 의한 곡물 수입은 현저하게 증가했다. 이것은 소련의 무역 수지를 악화시키는 큰 원인이 되었다.
또 미국에서도 존 F. 케네디 정권에 의해 시작되어, 그 후 수렁에 빠지고 있던 베트남 전쟁으로 인해 늘어난 군비 지출 증가를 억제할 필요가 있었다. 1969년 취임한 닉슨 대통령이 베트남 전쟁의 조기 철군을 공약했고, 그 실현을 위해서는 북베트남 정권을 지원하던 소련과의 관계 개선이 필요했기 때문이었다.
실제로 제1차 전략 무기 제한 협상이 시작된 1969년 4월엔 북한 해역에서 미국 해군 정찰기가 격추되는 사건이 발생해 31명의 탑승객 전원이 사망했다. 이 사건의 보복을 위해 닉슨 행정부 내에서는 전술핵무기로 북한의 기지를 공격하려 했다. 당시 데탕트 추진을 가장 우선시 하고 있던 닉슨은 동북아에서의 새로운 전쟁을 초래하는 것을 피하기 위해 북한의 김일성 정권에 대한 보복을 하지 못했다....

## 데탕트의 붕괴
1970년대 후반이 되면서 미국 내에서 데탕트 정책에 대한 비판이 높아졌다. 그리고 1979년 소련의 아프가니스탄 침공에 의해, 데탕트는 붕괴되었지만, 브레즈네프 정부에서 경제 정체가 이어 북미(미국과 캐나다)로부터의 곡물 수입없이는 국민을 먹여 살릴 수 없게 된 소련은 피폐해졌고, 데탕트 초기와 미소의 균형 관계는 이미 붕괴되었다. 소련에는 미국과의 군비 확장 경쟁을 할 수 있는 체력은 이미 사라졌고, 1950년대부터 1960년대 초기와 같은 전면적인 전쟁의 위기는 다시 오지 않았다. (신냉전, 1979년-1985년)
1985년 고르바초프가 서기장에 취임하면서 ‘페레스트로이카’로 대표되는 소련의 개혁 정책을 추진했다. 이 재건 사업에서 고르바초프는 외교적인 측면에서는 아프가니스탄 철수를 비롯한 냉전의 확대, 연장이 아닌 종결을 위한 정책을 펼쳤다. 최종적으로는 개혁의 실패로 인한 소련 붕괴로 냉전은 종결되었다.

## 소련 붕괴 후 러시아와 미국
1991년 12월 소비에트 연방은 해체되었고, 러시아는 구소련의 국제적 권리를 계승했지만, 군사력은 저하되고, 또 러시아 국내의 경제사정 악화로 인해 양국 간에 예전같은 긴장은 사라졌다.
그러나 2000년대 후반 들어 미국이 추진하는 동유럽 MD문제와 러시아가 내건 ‘강한 러시아’ 부활을 위한 자원 외교 등으로 미-러 양국의 긴장이 다시 커지고 있다.
2008년 조지아-오세티야 충돌로 미-러 관계는 다시 악화되어 과거 냉전과 같은 상태로 돌입했다는 견해가 있다. (신냉전)
그러나 2009년에 미국에서 출범한 버락 오바마 정권은 미국과 러시아 간 최대 현안이 되어 있던 동유럽 미사일 방위 구상의 중지를 결정하고, 양국의 긴장 관계를 크게 완화시켰다. 이것도 한편으로는 냉전 시대의 데탕트와 같은 것이다.
하지만 완화됐던 관계는 2014년 2월 러시아가 우크라이나의 크림반도를 침공 합병함으로써 러시아가 미국과 서방 세계들의 관계가 다시 냉각됨으로써 냉전체제로 돌아갈조짐이 보이고 있다.

## 같이 보기
- 유화정책
- 봉쇄 정책
- 평화공존론
- 롤백 (전술)